# Sinularia sobolifera
Sinularia sobolifera is een zachte koraalsoort uit de familie Alcyoniidae. De koraalsoort komt uit het geslacht Sinularia. Sinularia sobolifera werd in 1979 voor het eerst wetenschappelijk beschreven door Verseveldt & Tursch. 